# Acinodendron
Acinodendron là chi thực vật có hoa trong họ Mua.